# Padma Choling
Padma Choling (tibétain : པདྨ་འཕྲིན་ལས་, Wylie : pad ma 'phrin las, pinyin tibétain : Padma Choling ; chinois : 白玛赤林 ; pinyin : báimǎ chìlín), est un Tibétain né en octobre 1951 à Dêngqên, au Tibet, aussi appelé Padma Thrinley ou Palma Trily, a été de janvier 2010 à 2013, le Président du Gouvernement populaire de la Région autonome du Tibet située en république populaire de Chine. 

## Biographie
C'est un ancien soldat, qui a servi dans l'armée populaire de libération pendant 17 ans entre 1969 et 1986, avant d'être fonctionnaire du gouvernement.
Il adhéra au parti communiste en octobre 1970.
Selon Robbie Barnett, professeur d'études tibétaines à l'université Columbia à New York, « Nommer un ancien officier à la tête du Tibet indique que la Chine perçoit désormais le Tibet sous l'angle du contrôle militaire ».
Padma Choling considère que le 14e dalaï-lama pourra revenir au Tibet quand celui-ci aura renoncé à l'indépendance du Tibet.
En mars 2014, Padma Choling déclare qu'aucun Tibétain ne s'est immolé par le feu depuis les événements «  manigancés par la clique du dalaï lama ».